# Arctosippa gracilis
Arctosippa gracilis är en spindelart som först beskrevs av Eugen von Keyserling 1881.  Arctosippa gracilis ingår i släktet Arctosippa och familjen vargspindlar.
Artens utbredningsområde är Peru. Inga underarter finns listade i Catalogue of Life.